# Administración apostólica
Una administración apostólica es una circunscripción eclesiástica católica establecida en situaciones particulares en las que no es posible, prudente o conveniente el establecimiento de una circunscripción ordinaria (diócesis o eparquía). Es por tanto de naturaleza provisional, pues se constituye en circunstancias excepcionales por la necesidad de proveer a la cura pastoral de los fieles, pero una vez la situación se normaliza la administración apostólica se hace innecesaria y puede establecerse una estructura ordinaria de gobierno. Las causas por las que se erige una administración apostólica son exteriores a la comunidad eclesiástica y actualmente son, en la práctica, de carácter político o ecuménico.
Las administraciones apostólicas erigidas de manera estable están reguladas por el Código de Derecho Canónico (CIC), que las asimila a las diócesis como Iglesias particulares según el can. 368 y las define en el can. 371 § 2.

La administración apostólica es una determinada porción del pueblo de Dios que, por razones especiales y particularmente graves, no es erigida como diócesis por el Romano Pontífice, y cuya atención pastoral se encomienda a un Administrador apostólico, que la rija en nombre del Sumo Pontífice.
CIC, can. 371 § 2

Una administración apostólica se puede clasificar como territorial o personal, según el criterio por el cual los fieles están circunscritos a ella. Desde el 26 de septiembre de 2024 existen 9 administraciones apostólicas erigidas de manera estable, la Administración apostólica personal de San Juan María de Vianney (establecida para admitir a los católicos tradicionalistas en Brasil), 2 de personales de rito bizantino y otras 6 circunscripciones territoriales latinas:
- De la rito bizantino:
  - Administración apostólica para los fieles católicos de rito bizantino en Kazajistán y Asia Central.
  - Administración apostólica para los fieles de rito bizantino en Bielorrusia

- De rito latino:
  - Administración apostólica de Albania Meridional, en Albania (clasificada como bizantina hasta el Anuario Pontificio 2020).
  - Administración apostólica de Atirau, en Kazajistán.
  - Administración apostólica del Cáucaso, en Armenia y Georgia.
  - Administración apostólica de Harbin, en China.
  - Administración apostólica de Kirguistán, en Kirguistán.
  - Administración apostólica de Uzbekistán, en Uzbekistán.

De manera peculiar existe además una administración apostólica en islas que pertenecen a la diócesis de Xiamen en China, pero que son administradas como parte de la República de China en Taiwán. No ha sido erigida como circunscripción eclesiástica de derecho, pero existe de hecho por el nombramiento de un administrador apostólico.
- Administración apostólica de las Islas Kinmen o Quemoy y Matsu, en Taiwán.